# Massey Ferguson 50
Le Massey Ferguson 50 (MF50) est un tracteur agricole produit de 1957 à 1964 par Massey Ferguson.